# Montagny (Sabaudia)
Montagny – miejscowość i gmina we Francji, w regionie Owernia-Rodan-Alpy, w departamencie Sabaudia.
Według danych na rok 1990 gminę zamieszkiwało 505 osób, a gęstość zaludnienia wynosiła 38 osób/km² (wśród 2880 gmin regionu Rodan-Alpy Montagny plasuje się na 1142. miejscu pod względem liczby ludności, natomiast pod względem powierzchni na miejscu 889.).